# Маловічко Оксана Іванівна
Оксана Іванівна Маловічко — українська радіожурналістка. Головний редактор редакції інформаційних програм Дирекції інформаційного мовлення Українського радіо. Заслужений журналіст України (2008), магістр державного управління.

## Біографія
Народилася на Вінниччині, там і закінчила середню школу.

### Освіта
- Факультет журналістики Київського національного університету імені Тараса Шевченка
- Національна академія державного управління при Президентові України (2011)

### Кар'єра
Після закінчення університету прийшла на роботу в інформаційну редакцію Українського радіо.
Працювала кореспондентом, згодом — ведучою програм, заступником головного редактора. За час роботи на радіо вела інформаційні програми, суботню програму «Обрії», щотижневу програму «Акценти Президента», радіомости та радіомарафони.
Мешкає в Києві, має родину, виховує сина.